# Arromanches-les-Bains
Arromanches-les-Bains (a.ʁɔ.mɑ̃ʃ.lɛ.bɛ̃ⓘ), o simplemente Arromanches, es una comuna de Francia dentro del departamento de Calvados en la región de Normandía. Está localizada sobre la costa, en el centro del lugar en donde tuvo lugar la Batalla de Normandía, durante la Segunda Guerra Mundial.

## Geografía
Arromanches-les-Bains se encuentra aproximadamente a 25 km al noroeste de Caen. Entre las ciudades vecinas se encuentran Port-en-Bessin y Courseulles-sur-Mer.

## Demografía
| 298 | 339 | 355 | 395 | 409 | 552 |
| Para los censos de 1962 a 1999 la población legal corresponde a la población sin duplicidades (Fuente: INSEE [Consultar]) |     |     |     |     |     |

## Historia
La ciudad se extiende a lo largo la región costera llamada Gold Beach, nombre en clave puesto durante el desembarco del día D por las fuerzas aliadas durante la Segunda Guerra Mundial. Arromanches fue seleccionado como uno de los sitios para la construcción de dos puertos Mulberry (codificados como A y B). 

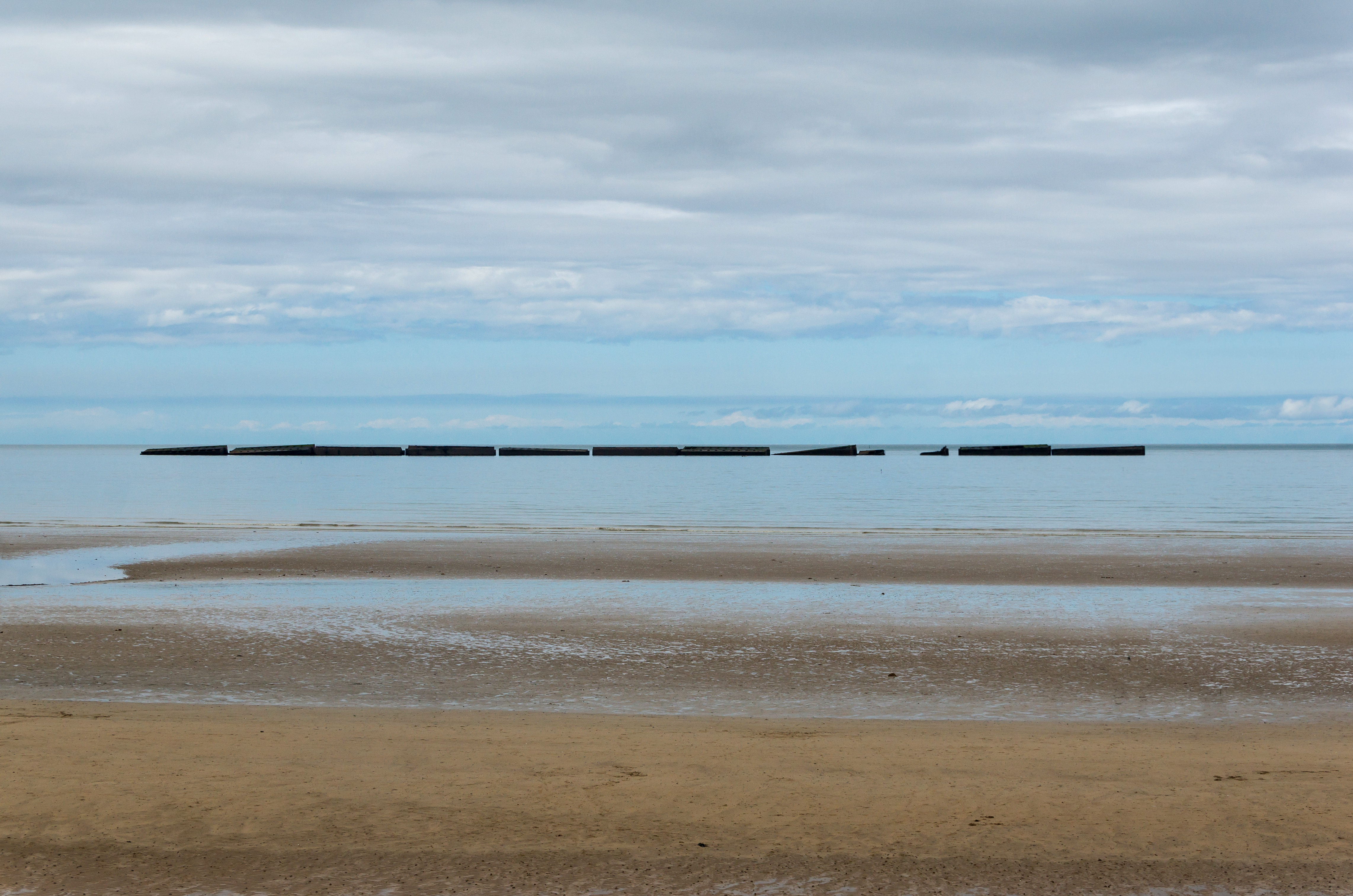
Vista de los restos del puerto artificial.

Aún se conservan hasta el día de hoy bloques de hormigón sobre la arena que formaron parte del puerto. Lamentablemente dichos restos es lo poco que queda del puerto B tras el paso, sobre todo, de una gran tormenta en junio de 1944 y del tiempo.
En la actualidad Arromanches es principalmente una ciudad turística. Está localizada en un buen punto para visitar todos los sitios en los cuales hubo batallas y los cementerios de guerra. También hay un museo con información sobre la operación Overlord y en particular con los puertos Mulberry.